# Interkontinentální pohár 1995
Třicátý čtvrtý ročník Interkontinentálního poháru byl odehrán dne 28. listopadu 1995 v Tokiu, kde se každoročně hrál od roku 1980. Ve vzájemném zápase se střetli vítěz Ligy mistrů ročníku 1994/95 – AFC Ajax a vítěz Poháru osvoboditelů ročníku 1995 – Grêmio. 

## zápas
| 28. listopadu 1995 |        |        |                                                                  |
| AFC Ajax           | 0 : 0  | Grêmio | Olympijský stadion, Tokio diváci: 47.129 rozhodčí: David Elleray |
|                    | report |        | Olympijský stadion, Tokio diváci: 47.129 rozhodčí: David Elleray |

|                                             |       | Penaltový rozstřel              |  |
| Kluivert R. de Boer F. de Boer George Blind | 4 : 3 | Dinho Arce Magno Gélson Adílson |  |

| AFC Ajax | Grêmio |

| Muž zápasu: Danny Blind (AFC Ajax) |

## Vítěz
| Interkontinentální pohár 1995 AFC Ajax (2. vítězství) Soupiska: Edwin van der Sar - Michael Reiziger, Danny Blind, Frank de Boer, Winston Bogarde - Ronald de Boer, Edgar Davids, Jari Litmanen - Finidi George, Patrick Kluivert, Marc Overmars Náhradníci: Fred Grim, Sonny Silooy, Martijn Reuser, Nwankwo Kanu, Kiki Musampa, Andrej Demčenko, Nordin Wooter, Trenér: Louis van Gaal |